# Ken Leung
Ken Leung (21 de gener de 1970, Nova York) és un actor asiàtic-americana.
Els papers més memorables de Leung són probablement en les pel·lícules Rush Hour, Red Dragon (juntament amb Anthony Hopkins) i Saw (2004), però sobretot per interpretar a Miles Straume en la sèrie de televisió Lost. També va participar en la pel·lícula de Brett Ratner X-Men: The Last Stand, com un dels malvats mutants en la confraria de Magneto i en Star Wars episodi VII: El despertar de la força, on surt com a soldat revel.

## Filmografia
| Any  | Títol                                           | Rol                     | Notes                                |
| ---- | ----------------------------------------------- | ----------------------- | ------------------------------------ |
| 1995 | Pictures of Baby Jane Doe                       | Shopkeeper              |                                      |
| 1995 | Welcome to the Dollhouse                        | Barry                   |                                      |
| 1997 | Red Corner                                      | Peng                    |                                      |
| 1997 | Kundun                                          | (veu)                   |                                      |
| 1998 | Fly                                             | Jeremy Kim              |                                      |
| 1998 | Rush Hour                                       | Sang                    |                                      |
| 1999 | Man of the Century                              | Mike Ramsey             |                                      |
| 2000 | Keeping the Faith                               | Don                     |                                      |
| 2000 | Maze                                            | Dr. Mikao               |                                      |
| 2000 | The Family Man                                  | Sam Wong the Deli Clerk |                                      |
| 2001 | Artificial Intelligence: A.I.                   | Syatyoo-Sama            |                                      |
| 2001 | Home Sweet Hoboken                              |                         |                                      |
| 2001 | Spy Game                                        | Li                      |                                      |
| 2001 | Vanilla Sky                                     | Art Editor              |                                      |
| 2002 | Face                                            | Willie                  |                                      |
| 2002 | Red Dragon                                      | Lloyd Bowman            |                                      |
| 2004 | Saw                                             | Detectiu Steven Sing    |                                      |
| 2004 | Strip Search                                    | Liu Tsung-Yuan          | pel·lícula directament per televisió |
| 2004 | Sucker Free City                                | Lincoln Ma              | pel·lícula directament per televisió |
| 2005 | Hate                                            | Mo                      | pel·lícula directament per televisió |
| 2005 | The Squid and the Whale                         | School Therapist        |                                      |
| 2006 | Inside Man                                      | Wing                    |                                      |
| 2006 | X-Men: The Last Stand                           | Kid Omega               |                                      |
| 2007 | Year of the Fish                                | Johnny                  |                                      |
| 2007 | Shanghai Kiss                                   | Liam Liu                |                                      |
| 2007 | Falling for Grace                               | Ming                    |                                      |
| 2008 | Saw V                                           | Detectiu Steven Sing    | Cameo                                |
| 2009 | Works of Art                                    | John Kim                |                                      |
| 2015 | Star Wars episodi VII: El despertar de la força | Admiral Statura         |                                      |

### Televisió
| Any              | Títol               | Rol                             | Notes                                                  |
| ---------------- | ------------------- | ------------------------------- | ------------------------------------------------------ |
| 1995, 2000, 2002 | Law & Order         | Chung; Tommy Wong; Stephen Wong |                                                        |
| 1997             | New York Undercover | David Kwan                      | Capítol: "Vendetta"                                    |
| 2000             | Wonderland          |                                 | Capítol: "Spell Check"                                 |
| 2000             | Deadline            | Fung                            | Capítol: "Pilot"                                       |
| 2001             | Oz                  | Bian Yixue                      | Capítol: "Conversions"                                 |
| 2004             | The Jury            | Ken Arata                       | Capítol: "Memories"                                    |
| 2004             | Whoopi              | Terrence                        | Capítol: "Identity Crisis"                             |
| 2007             | The Sopranos        | Carter Chong                    | Capítol: Remember When                                 |
| 2008–2010        | Lost                | Miles Straume                   | 45 capítols                                            |
| 2011             | The Good Wife       | Shen Yuan                       | Capítol: "Great Firewall"                              |
| 2012–2013        | Person of Interest  | Leon Tao                        | Capítols:The Contingency, Critical, Relevance i All In |
| 2013             | Zero Hour           | Father Reggie                   |                                                        |
| 2013             | Deception           | Donald Cheng                    |                                                        |
| 2014             | The Night Shift     | Topher Zia                      |                                                        |
| 2020             | Industry            | Eric Tao                        |                                                        |

### Entrevistes
- Asia Pacific Arts - UCLA Asia Institute Arxivat 2008-06-04 a Wayback Machine., 30 de maig de 2008
- Hillis, Aaron. "Interview: Ken Leung on 'Year of the Fish'" Arxivat 2008-09-04 a Wayback Machine., IFC.com, 27 d'agost de 2008